# R. Nicholas Burns

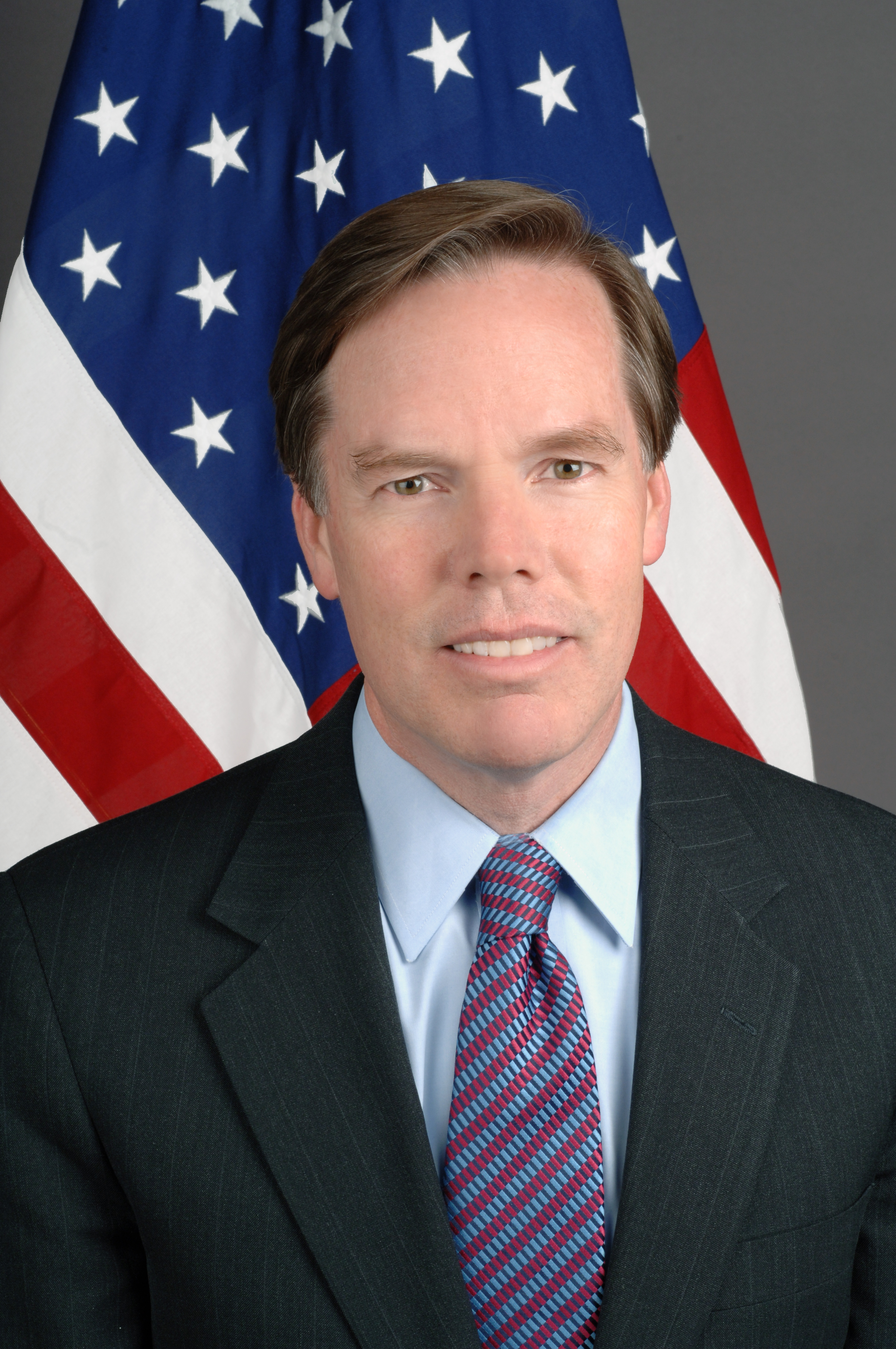
R. Nicholas Burns (2005)

R. Nicholas Burns (* 28. Januar 1956 in Buffalo, New York) ist ein US-amerikanischer Diplomat, der zwischen 2005 und 2008 als Leiter der Politik-Abteilung den vierthöchsten Posten im Außenministerium der Vereinigten Staaten bekleidete.

## Leben
Nach dem Schulbesuch studierte Burns ein Jahr lang die französische Sprache an der Sorbonne und erwarb 1977 ein Certificat Pratique de Langue Française. Im Anschluss absolvierte er ein Studium im Fach Geschichte Europas am Boston College und schloss dieses 1978 mit einem Bachelor of Arts (B.A. European History) ab. Ein anschließendes postgraduales Studium in den Fächern Internationale Wirtschaft und Außenpolitik der Vereinigten Staaten an der Johns Hopkins University beendete er 1980 mit einem Master of Arts (M.A. International Economics & American Foreign Policy). Während des Studiums wurde er Mitglied der akademischen Gesellschaft Phi Beta Kappa.

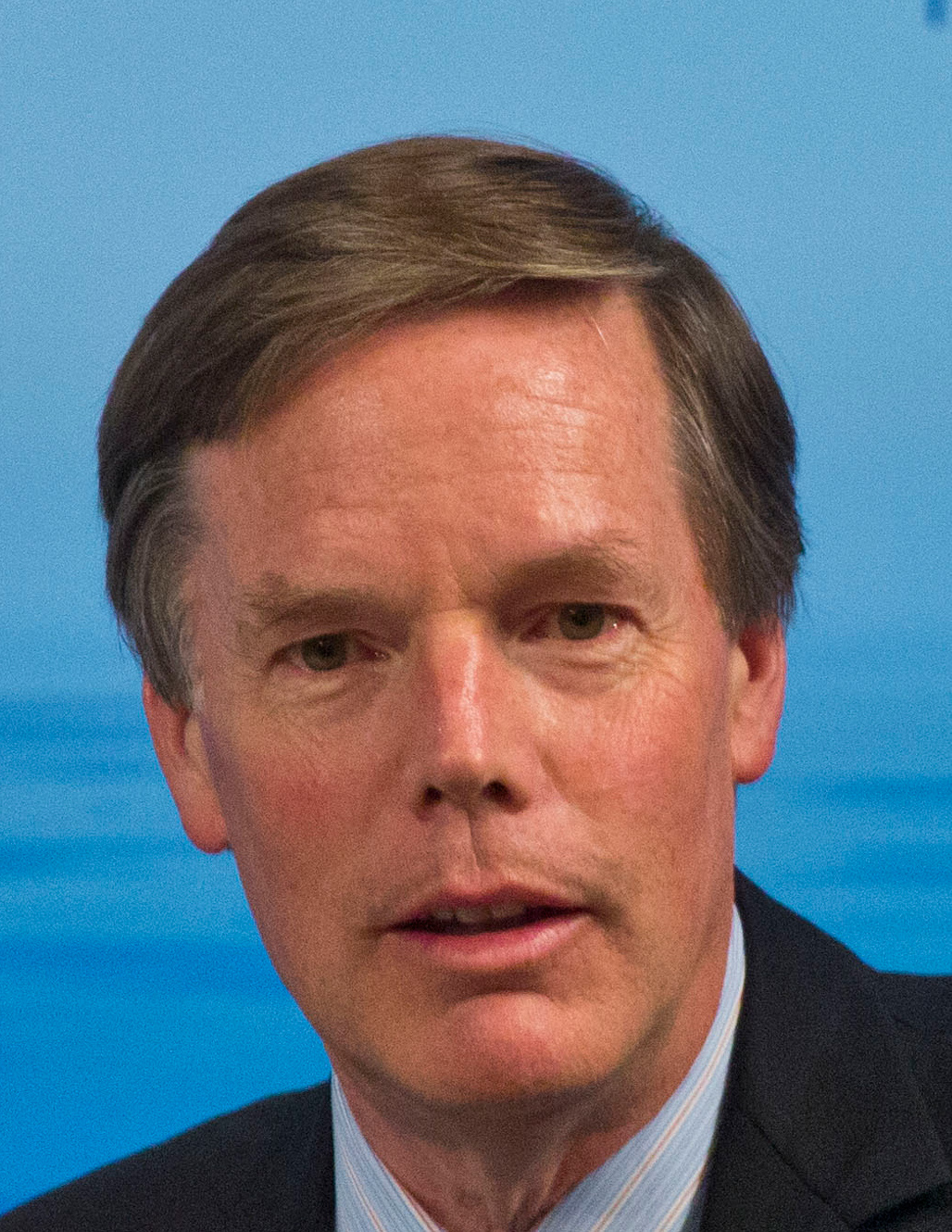
Burns während der Münchner Sicherheitskonferenz 2016

Nach Beendigung seines Studiums trat er in den diplomatischen Dienst ein und war zunächst von 1983 bis 1985 Vizekonsul an der Botschaft in Ägypten, ehe er anschließend Politischer Referent an der Botschaft in Israel war. 1987 kehrte er nach Washington, D.C. zurück und war zuerst von 1987 bis 1988 Mitarbeiter im Operationszentrum und Sekretariat des State Department, ehe er anschließend bis 1990 Direktor für Angelegenheiten der Sowjetunion war.
Im Anschluss folgte eine mehrjährige Tätigkeit im Nationalen Sicherheitsrat, in dem er von 1990 bis 1995 Leitender Direktor für Angelegenheiten von Russland, Ukraine und Eurasien war. Danach kehrte er ins Außenministerium zurück und war bis 1997 dessen Sprecher sowie zeitgleich amtierender Assistant Secretary of State für öffentliche Angelegenheiten. Nach einer anschließenden Verwendung als Nachfolger von Thomas Niles als Botschafter in Griechenland von Dezember 1997 bis Juli 2001, wurde er im August 2001 Nachfolger von Alexander Vershbow als Botschafter bei der NATO.
Zuletzt war er von März 2005 bis Februar 2008 Under Secretary of State für politische Angelegenheiten und bekleidete damit den dritthöchsten Posten im Außenministerium. Im Februar 2008 trat er aus persönlichen Gründen von seinem Amt zurück.
Nach seinem Ausscheiden aus dem Regierungsdienst wurde Burns, der auch für den Council on Foreign Relations und das International Institute for Strategic Studies (IISS) tätig war, Professor für praktische Diplomatie und internationale Beziehungen am Belfer Center for Science and International Affairs der John F. Kennedy School of Government der Harvard University. 2012 wurde Burns in die American Academy of Arts and Sciences gewählt.
Im Jahr 2021 nominierte ihn US-Präsident Joe Biden als Botschafter der Vereinigten Staaten in der Volksrepublik China. Der Senat billigte die Personalie im Dezember des Jahres, so dass Burns das seit dem Rücktritt von Terry E. Branstad im Oktober 2020 unbesetzte Amt im Frühjahr 2022 antrat.

## Veröffentlichungen
- America’s Strategic Opportunity With India. The New U.S.-India Partnership. In: Foreign Affairs, November/Dezember 2007[3]
- The Strength of Obama’s Long Game With Iran. In: The Atlantic, Juli 2010[4]
- Natural Allies: A Blueprint for the Future of U.S.-India Relations, Mitautoren Richard Armitage und Richard Fontaine, 2010